# Пароди, Франсуа
Франсуа́ Пароди́ (фр. Francois Parodi) — французский кёрлингист.
В составе мужской сборной Франции участник чемпионата мира 1968 (заняли седьмое место).
Играл на позиции первого.

## Команды
| Сезон   | Четвёртый | Третий         | Второй    | Первый         | Турниры           |
| ------- | --------- | -------------- | --------- | -------------- | ----------------- |
| 1967—68 | Пьер Боан | Мартино Пароди | Ги Пароди | Франсуа Пароди | ЧМ 1968 (7 место) |

(скипы выделены полужирным шрифтом)